# Chet Atkins
Chet Atkins (* jako Chester Burton Atkins; 20. června 1924 Luttrell, Tennessee, USA – 30. června 2001 Nashville, Tennessee, USA) byl americký kytarista, hudební producent a skladatel. V roce 2002 byl uveden do Rock and Roll Hall of Fame.
Pocházel z farmářské rodiny s hudebními tradicemi. Už v dětství se učil hrát na kytaru a na housle.
Před zahájením sǒlové kariéry se podílel na nahrávkách populárních interpretů country. Mimo jiné Red Foley, Bill Carlisle, skupina The Carter Sisters & Mother Maybelle. Byl velmi známým a populárním skladatelem, kytaristou country a byl také producentem mnoha desek jiných country interpretů. Spolupracoval s mnoha muzikanty. Například Elvis Presley, Johnny Cash, Mark Knopfler, Jerry Reed, Tommy Emmanuel, Waylon Jennings, George Benson nebo The Everly Brothers. Jako mistr kytary se stal pro mnoho mladých muzikantů vzorem. Měl ohromný vliv na tvorbu a styl hry Tommyho Emmanuela nebo Marka Knopflera ze skupiny Dire Straits. O jeho tvůrčí plodnosti svědčí i desky, které nahrál v letech 1952-2001 pro firmy RCA a Columbia.
Spolu s Owenem Bradleym, Bobem Fergusonem a jinými se stal zakladatelem tzv. Nashville Sound.

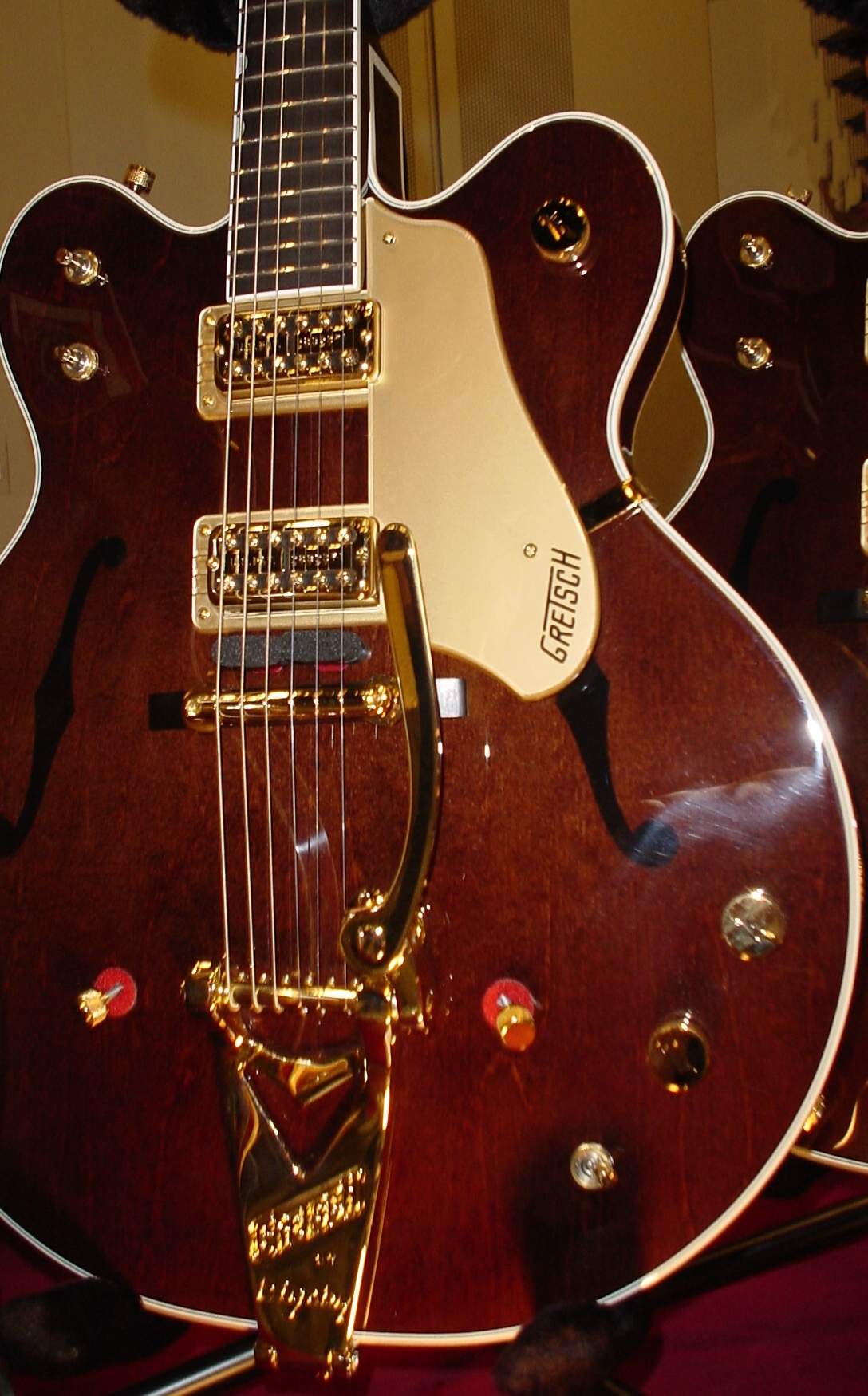
Gretsch G6122-1958 Chet Atkins Country Gentleman

## Ceny Grammy
- 1967 Best Instrumental Performance (za "Chet Atkins Picks The Best")
- 1970 Best Country Instrumental Performance (za "Me & Jerry")
- 1971 Best Country Instrumental Performance (za singl "Snowbird")
- 1974 Best Country Instrumental Performance (za album "The Atkins-Travis Traveling Show")
- 1975 Best Country Instrumental Performance (za skladbu "The Entertainer")
- 1976 Best Country Instrumental Performance (za album "Chester & Lester")
- 1981 Best Country Instrumental Performance (za "After All These Years")
- 1985 Best Country Instrumental Performance (za "Cosmic Square Dance" z desky "Stay Tuned")
- 1990 Best Country Vocal Collaboration (za singl "Poor Boy Blues")
- 1990 Best Country Instrumental Performance (za "So Soft, Your Goodbye" z desky "Neck and Neck")
- 1992 Best Country Instrumental Performance (za "Sneakin' Around" z desky "Sneakin' Around")
- 1994 Best Country Instrumental Performance (za "Young Thing" z desky "Read My Licks")
- 1996 Best Country Instrumental Performance (za "Jam Man" z desky "Almost Alone")

## Oficiální diskografie
- 1952 – Chet Atkins' Gallopin' Guitar (10")
- 1953 – Stringin Along (10")
- 1953 – String Dustin'
- 1954 – A Session with Chet Atkins
- 1955 – Stringin' Along with Chet Atkins
- 1955 – Chet Atkins in Three Dimensions
- 1955 – The Amazing Chet Atkins
- 1956 – Finger Style Guitar
- 1957 – Hi Fi in Focus
- 1958 – Chet Atkins at Home
- 1959 – Mister Guitar
- 1959 – Hum & Strum Along with Chet Atkins
- 1959 – Chet Atkins in Hollywood
- 1960 – The Other Chet Atkins
- 1960 – Teensville
- 1960 – After the Riot at Newport
- 1961 – Chet Atkins' Workshop
- 1961 – The Most Popular Guitar
- 1961 – Chet Atkins Plays Great Movie Themes (33 desky)
- 1961 – Christmas with Chet Atkins
- 1961 – Down Home
- 1962 – Plays Back Home Hymns
- 1962 – Caribbean Guitar
- 1963 – Our Man in Nashville
- 1963 – Teen Scene
- 1963 – Travelin'
- 1963 – The Guitar Genius
- 1964 – Guitar Country
- 1964 – Progressive Pickin'
- 1964 – Reminiscing
- 1964 – The Best of Chet Atkins
- 1964 – The Early Years of Chet Atkins & His Guitar
- 1965 – My Favorite Guitars
- 1965 – More of That Guitar Country
- 1966 – Chet Atkins Picks on the Beatles
- 1966 – From Nashville with Love
- 1966 – The Pops Goes Country
- 1966 – The Best of Chet Atkins Vol. 2
- 1966 – Music from Nashville, My Hometown
- 1967 – It's A Guitar World
- 1967 – Chet Atkins Picks the Best
- 1967 – Class Guitar
- 1967 – Chet
- 1968 – Solo Flights
- 1968 – Solid Gold 68
- 1968 – Play Guitar with Chet Atkins
- 1968 – Chet All The Way (Importowana)
- 1968 – Hometown Guitar
- 1969 – Relaxin' with Chet
- 1969 – Lovers Guitar
- 1969 – Solid Gold 69
- 1969 – The Nashville String Band
- 1969 – C.B. Atkins & C.E. Snow by Special Request
- 1969 – Chet Atkins Picks on the Pops
- 1970 – Yestergroovin'
- 1970 – Solid Gold 70
- 1970 – Me & Jerry
- 1970 – Down Home
- 1970 – Pickin' My Way
- 1970 – This Is Chet Atkins
- 1971 – Mr. Atkins, Guitar Picker
- 1971 – Chet Atkins Guitar Method Volume 1 & 2
- 1971 – For the Good Times
- 1971 – Strung Up
- 1971 – Country Pickin'
- 1971 – Identified!
- 1971 – Chet Floyd & Boots
- 1972 – Me & Chet
- 1972 – World's Greatest Melodies
- 1972 – Now & Then
- 1972 – American Salute
- 1972 – The Bandit
- 1972 – Nashville Gold
- 1973 – Picks on the Hits
- 1973 – Greatest Hits of the 50's
- 1973 – Finger Pickin' Good
- 1973 – Discover Japan (pouze v Japonsku)
- 1974 – Chet Atkins Picks on Jerry Reed
- 1974 – Superpickers
- 1974 – The Atkins – Travis Traveling Show
- 1975 – The Night Atlanta Burned
- 1975 – Famous Country Music Makers
- 1975 – In Concert
- 1975 – The Golden Guitar of Chet Atkins
- 1975 – Alone
- 1975 – Chester & Lester
- 1975 – Chet Atkins Goes to the Movies
- 1975 – Teen Scene (reissue)
- 1976 – Love Letters
- 1976 – The Best of Chet Atkins and Friends
- 1977 – Me and My Guitar
- 1977 – Chet Floyd & Danny
- 1977 – A Legendary Performer
- 1978 – Guitar Monsters
- 1979 – And Then Came Chet (pouze ve Francii)
- 1979 – First Nashville Guitar Quartet
- 1980 – The Best of Chet on the Road – Live
- 1980 – Reflections
- 1981 – Country After All These Years
- 1981 – Standard Brands
- 1981 – Country Music
- 1982 – Solid Gold Guitar
- 1983 – Guitar Pickin' Man
- 1983 – Great Hits of the Past
- 1983 – Work It out with Chet Atkins C.G.P.
- 1983 – East Tennessee Christmas
- 1984 – Tennessee Guitar Man
- 1984 – A Man & His Guitar
- 1985 – Collectors Series
- 1985 – Guitar for all Seasons
- 1985 – Stay Tuned
- 1986 – 20 of the Best
- 1986 – Street Dreams
- 1987 – Sails
- 1988 – Chet Atkins, C.G.P.
- 1988 – Pickin' on Country
- 1989 – Masters of the Guitar: Together
- 1989 – Pickin' the Hits
- 1990 – Neck & Neck (s Markem Knopflerem)
- 1990 – The Magic of Chet Atkins
- 1990 – Country Gems
- 1991 – The Romantic Guitar
- 1992 – Sneakin' Around
- 1992 – The RCA Years
- 1993 – The Gingham Dog and the Calico Cat
- 1993 – Gallopin' Guitar
- 1993 – Jazz From The Hills
- 1994 – Simpatico
- 1994 – Read My Licks
- 1996 – The Essential Chet Atkins
- 1996 – Almost Alone
- 1997 – The Day Finger Pickers Took Over the World
- 1998 – Super Hits
- 1998 – Masters (importovaná)
- 2000 – Guitar Legend: The RCA Years
- 2000 – Guitar Man
- 2001 – RCA Country Legends
- 2001 – The Master and His Music
- 2002 – Chet Atkins Picks on the Grammys
- 2002 – Tribute to Bluegrass
- 2003 – The Best of Chet Atkins (pouze v Belgii)
- 2003 – Solo Sessions 2CD